# 343
343 (CCCXLIII) fue un año común comenzado en sábado del calendario juliano, en vigor en aquella fecha.
En el Imperio romano, el año fue nombrado como el del consulado de Memio y Rómulo, o menos comúnmente, como el 1096 Ab urbe condita, adquiriendo su denominación como 343 a principios de la Edad Media, al establecerse el anno Domini.

## Acontecimientos
- Se convoca el Concilio de Sárdica.
- El emperador Constante visita Gran Bretaña.